# Agostinho da Silva
Pour les articles homonymes, voir Silva.
George Agostinho Baptista da Silva (Porto, 13 janvier 1906 — Lisbonne, 3 avril 1994) était un philosophe, poète et essayiste portugais. Sa pensée combine des éléments de panthéisme, millénarisme et éthique de renonce, affirmant que la liberté est la qualité la plus importante de l'être humain. Agostinho da Silva peut être considéré comme un philosophe pratique dévoué par sa vie et son travail, au changement de société. Il a passé une grande partie de sa vie au Brésil.

## Biographie

### Jeunesse
George Agostinho Baptista da Silva est né à Porto en 1906, et a déménagé cette même année à Barca d'Alva (Figueira de Castelo Rodrigo), où il a vécu jusqu'à ses six ans. Il est ensuite retourné à Porto, où il a commencé des études à l'École primaire de São Nicolau en 1912, rejoignant en 1914 l'École industrielle Mouzinho da Silveira et a terminé ses études secondaires au Lycée Rodrigues de Freitas, de 1916 à 1924.

### Formation
Il effectue une carrière universitaire remarquable, de 1924 à 1928, il assiste à philologie classique à la faculté des arts de l'université de Porto, après avoir obtenu son diplôme avec 20 points. Après cela il commence à écrire pour le magazine Seara Nova, collaboration qui a continué jusqu'en 1938.
En 1929, à seulement 23 ans, il défend sa thèse de doctorat, sur le sujet Le sens de l'Histoire des civilisations classiques, il obtient son doctorat « avec mention ».
En 1931, il commence une bourse d'études à Paris, où il étudie à la Sorbonne et au Collège de France. Après son retour en 1933, il enseigne à l'école secondaire d'Aveiro mais en 1935 il est renvoyé de l'école pour avoir refusé de se conformer à la Loi Cabral, qui exigeait de tous les fonctionnaires qu'ils déclarent par écrit qu'ils n'avaient pas participé à des organisations secrètes (donc subversives). La même année, il obtient une bourse du ministère des Affaires étrangères de l'Espagne et étudie pour le Centre des études historiques de Madrid. En 1936, il retourne au Portugal en raison de l'imminence de la Guerre civile espagnole.
Il crée le Centre pédagogique Antero de Quental en 1939, et en 1940 publie Iniciação: cadernos de informação cultural. Il est arrêté par la police politique en 1943, et quitte le pays l'année suivante (1944) en direction de l'Amérique du Sud, à travers le Brésil, l'Uruguay et l'Argentine, à la suite de son opposition à l'Estado Novo dirigé par Salazar.

### Brésil
En 1947, il s'installe définitivement au Brésil, où il vit jusqu'en 1969. En 1948, il commence son travail à l'Institut Oswaldo Cruz de Rio de Janeiro où il étudie l'entomologie, en enseignant simultanément à la Faculté Fluminense de philosophie. Il collabore avec Jaime Cortesão dans la recherche sur Alexandre de Gusmão. De 1952 à 1954, il enseigne à l'Université fédérale de Paraíba à João Pessoa et à Pernambuco.
En 1954, à nouveau avec Jaime Cortesão, il aide à l'organisation de l'Exposition du Quatrième centenaire de la Ville de São Paulo. Il est l'un des fondateurs de l'université fédérale de Santa Catarina à Florianópolis, il crée le Centre des études afro-orientales et enseigne la philosophie du théâtre à l'université fédérale de Bahia, devenant en 1961 conseiller de la politique étrangère du président Jânio Quadros. Il participe à la création de l'Université de Brasilia et de son Centre brésilien d'études portugais en 1962 et, deux ans plus tard, crée la Casa Paulo Dias Adorno à Cachoeira et idéalise le Musée de l'Atlantique Sud à Salvador de Bahia.

### Retour au Portugal
Il retourne au Portugal en 1969, après la maladie et la mort de Salazar et son remplacement par Marcello Caetano, qui donne lieu à une certaine ouverture politique et culturelle dans le régime. Il continue alors d'écrire et d'enseigner dans plusieurs universités portugaises, il dirige le Centre d'études latino-américaines de l'Université technique de Lisbonne, et a un rôle consultatif au sein de l'Institut de la culture et de la langue portugaise (maintenant Institut Camões).
En 1990, la RTP1 a publié une série de treize entretiens avec le Professeur Agostinho da Silva, appelées Conversas Vadias. Un autre entretien, menée par António Escudeiro et appelé Agostinho par lui-même, parle de son dévouement au Saint-Esprit et a été publié par l'édition Zéfiro en 2006.
Il est mort à l'hôpital de São Francisco Xavier, à Lisbonne, en 1994.

## Vie personnelle
Il était végétarien.

## Postérité
Un documentaire sur lui-même intitulé Agostinho da Silva: une pensée vivante, a été réalisé par João Rodrigues Mattos et un film a été sorti par Alfândega Filmes en 2004.
Agostinho da Silva est considéré comme l'un des principaux intellectuels portugais du XXe siècle. Sa vaste bibliographie met en évidence le livre Sept lettres à un jeune philosophe, publié en 1945. Il a participé en tant que contributeur à plusieurs périodiques, y compris les magazines: 57 (1957-1962) et Princípio (1930).

## Publications
- A vida de Pasteur (Vie de Pasteur) (Seara Nova, 1938)
- Sanderson e a escola de Oundle (Sanderson et l'école de Oundle) (Inquérito, 1941)
- Moisés e outras páginas bíblicas (Moïse et d'autres pages bibliques) (1945)
- Quadras inéditas (Cours inédits) (Ulmeiro, 1990)
- Do Agostinho em Torno do Pessoa (Dans Agostinho autour de Pessoa) (posthume, 1997)
- Uns poemas de Agostinho (Quelques poèmes de Agostinho) (posthume, 1997)

### Traductions françaises
- Sept lettres à un jeune philosophe, trad. fr. & présentation Laurent Cantagrel, Belval, Éditions Circé, 128 p., 2025  (ISBN 978-2842425302)